# Röhrenradio (Sendung)
Das Röhrenradio – endlich was anderes war eine Autorensendung im deutschen Privathörfunk und behandelte Musik und Trends jenseits des Mainstreams. 

## Geschichte
Am 6. Juni 1993 ging das Röhrenradio zum ersten Mal auf Sendung. Autor und Moderator war der Musikjournalist Falk Schettler, der sich mit der Sendungsidee bei der damals in Gründung befindlichen Hörfunkstation Antenne MV beworben hatte. Mit Sendestart wurde Antenne MV das erfolgreichste Hörfunkprogramm in Mecklenburg-Vorpommern und blieb es fast zehn Jahre lang. Am 22. November 1997 feierte der Sender die 222. Röhrenradio-Sendung mit einer Live-Party im Tankhaus Stavenhagen. Die Veranstaltung wurde aufgezeichnet und in Ausschnitten am 23. November 1997 gesendet. Live dabei waren u. a. Tom Angelripper, Die Braut haut ins Auge und Blind Passengers.
Antenne MV gehörte zu den ersten deutschen Hörfunkstationen mit einer eigenen Internetpräsenz. Von Anfang an war die Titelliste des Röhrenradios wenige Minuten nach der Sendung online nachzulesen.
Bis zur Einstellung der Sendung im Dezember 1998 wurde das Röhrenradio ca. 270-mal ausgestrahlt. Als Grund für die Einstellung der Sendung nannte die Programmdirektion die kommerzielle Neuausrichtung des Senders. 
Das Röhrenradio war zur Zeit der Einstellung der Sendung 1998 eine der letzten deutschen Hörfunksendungen ohne einen mit der Redaktion ausgearbeiteten „Musikplan“.
Gesendet wurde mit wenigen Ausnahmen immer sonntags von 20 bis 22 Uhr. 
Der Moderator wählte die zu spielenden Titel aus einem selbst vorbereiteten Pool direkt während der Sendung und hatte völlige redaktionelle Freiheit.

## Idee
Junge Bands konnten hier ihre CDs und Demotapes vorstellen, aber auch etablierte Künstler waren mit ungewöhnlich ausführlichen Interviews in der Sendung vertreten, ebenso Clubbetreiber, DJs – oder auch Autoren, wie z. B. Jürgen Stark. Die Sendung war fast ausschließlich live. Lediglich die Interviews mit den Studiogästen waren oft aufgezeichnet. So wurde ein Interview mit Die Ärzte in Köln aufgenommen, ein Interview mit Rammstein wurde in Berlin produziert usw. Es kamen aber auch Gäste ins Studio, wie z. B. Breiti von den Toten Hosen, der in einer Weihnachtssendung das Album „Wir warten auf’s Christkind“ live präsentierte. 
Der hohe Wortanteil war Konzept und betrug bei Relevanz und Unterhaltungswert des Künstlers bis zu 50 % der Sendezeit. Der Moderator übernahm dabei die Rolle des Sidekicks; der Studiogast durfte und sollte ausführlich reden. Der Name der Sendung sollte ursprünglich „Störkanal“ lauten, als Wortspiel und in Anspielung auf den Kanal, an dessen Ufer das Funkhaus des Senders gebaut worden war. Dieser Name erschien der Leitung des Hauses allerdings deutlich zu negativ. Der dann verwendete Name „Röhrenradio“ war eine Idee des Programmdirektors Horst Müller.

## Bedeutung
Für die deutschen Plattenlabels war das Röhrenradio eine der seltenen Sendungen im deutschen Hörfunk, in der weniger massentaugliche Produktionen ausführlich vorgestellt werden konnten.
So präsentierten auch Prominente wie Falco, Udo Lindenberg, Nina Hagen, Die Ärzte oder Fury in the Slaughterhouse ihre neuen Produktionen im Röhrenradio. Die Rammstein-Debüt-Single Du riechst so gut wurde im Röhrenradio kurz nach Erscheinen 1995 gesendet, zu einer Zeit, als fast sämtliche deutschen Medien die Band noch als rechtsradikal betrachtet hatten. Die Wiedervereinigung der Band Pankow Ende 1996 im Berliner Tränenpalast fand lediglich im Röhrenradio ausführliche Würdigung. Das Interview wurde direkt nach dem Konzert der Band backstage aufgezeichnet und war somit extrem authentisch.
Bis zu 50.000 Hörer wurden laut MA Hörfunk gezählt, was für einen Sonntagabend in einem schwach besiedelten Bundesland einen hohen Wert darstellt. Patron der Sendung war die Itzehoer Versicherung, die sich seit 1991 mit dem John Lennon Talent Award für die Livemusikszene starkmacht.